# Øravík
Øravík est un village des îles Féroé, il compte 38 habitants.

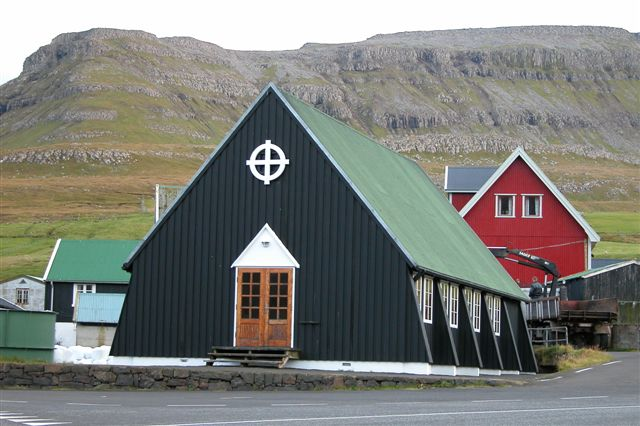
L'église d'Øravík

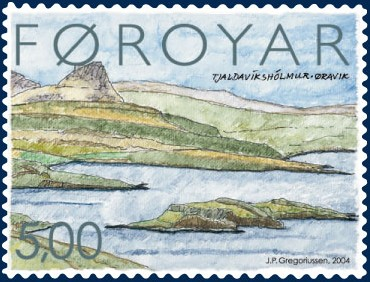
Timbre poste des îles Féroé